# 茂物植物园

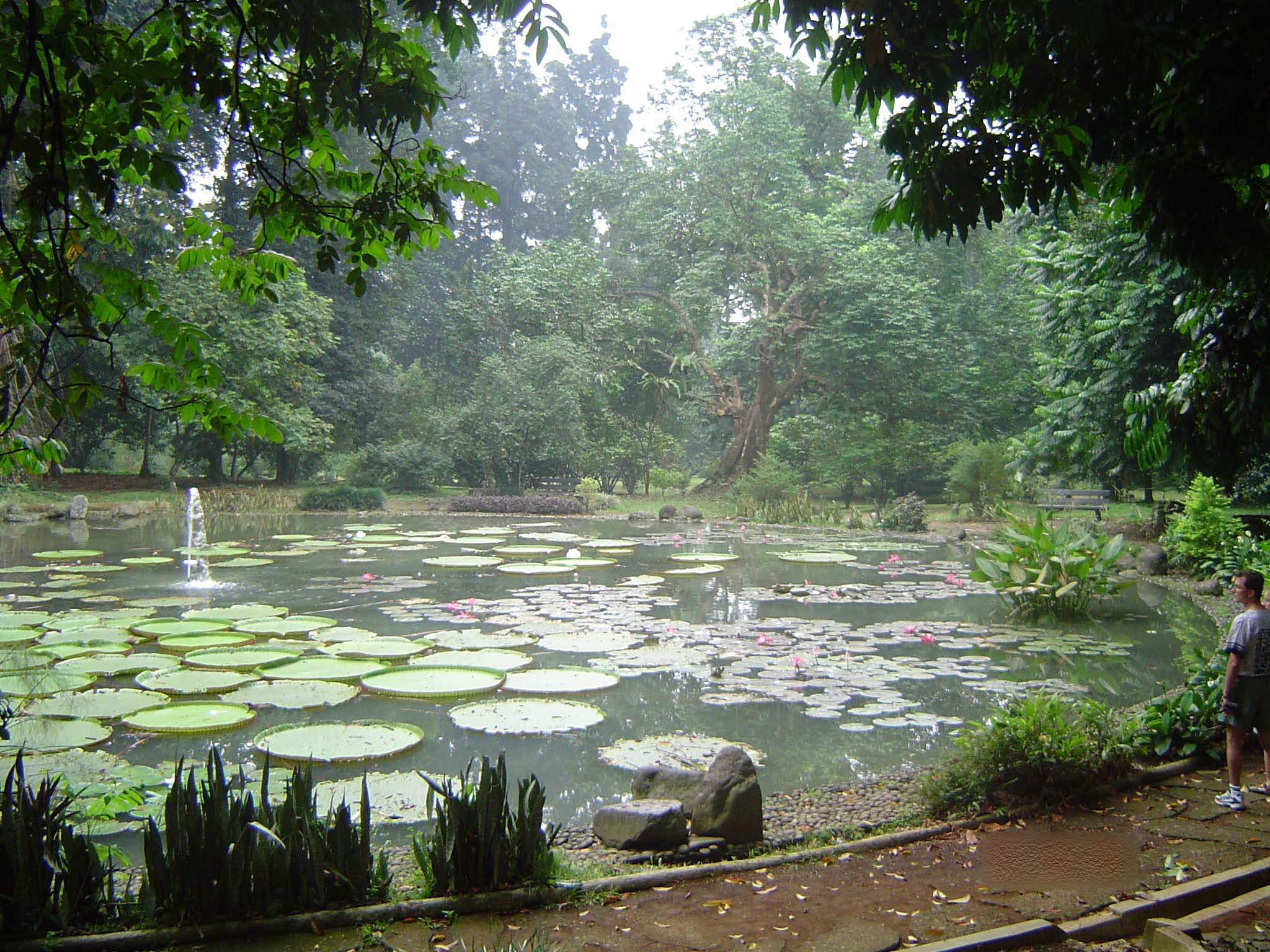
茂物植物园内的睡莲池

茂物植物园是印度尼西亚茂物的一座热带植物园。其坐落于茂物市中心，毗邻茂物总统府。茂物植物园占地超过80公顷:162。

## 历史
由爪哇荷兰总督古斯塔夫·威廉（Gustaaf Willem）和当时的爪哇省长伊姆霍夫男爵建立。在总统府的要求下，由荷兰植物学家卡斯珀·格奥尔格·卡尔·瑞华德（Caspar Georg Carl Reinwardt）进行改造。1817年，该植物园正式开放，名为“'s Lands Plantentuin”。在19世纪，该植物园用于研究和培育产自印度尼西亚群岛部分地区的植物。因此，直到现在茂物植物园仍是植物学研究的主要中心。
茂物植物园内有超过15000种植物。兰花馆内有3000多种兰花。1862年，茂物植物园扩展至姬波达斯的部分建立了姬波达斯植物园（Cibodas Botanical Gardens），其位于茂物南约45公里。
亚太经合组织首脑会议在物植物园内召开，并在此确立了《茂物宣言》。此次会议共出席了60个国家的领导人。

## 历任园长
- 1817-1822 : 卡斯珀·格奥尔格·卡尔·瑞华德（1773－1854）
- 1823-1826 : 卡尔·路德维希·布卢姆（Carl Ludwig Blume，1789－1862）
- 1830-1869 : 约翰内斯·伊莱亚斯·特斯曼（Johannes Elias Teijsmann，1808－1882）

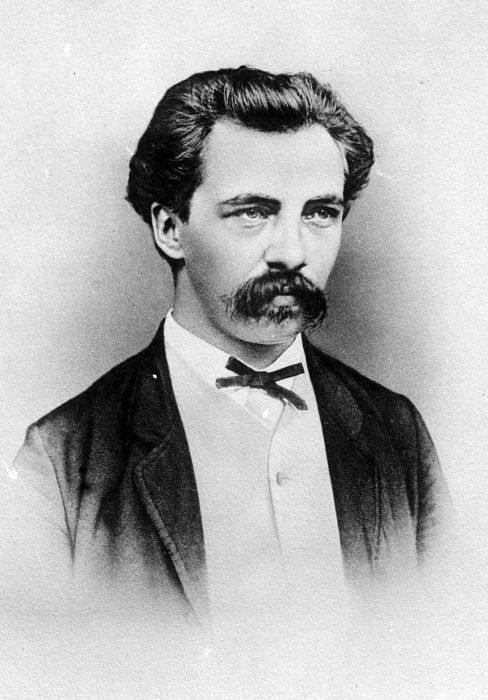
鲁道夫·赫尔曼·克里斯蒂安·卡雷尔·施费尔

- 1869-1880 : 鲁道夫·赫尔曼·克里斯蒂安·卡雷尔·施费尔（Rudolph Herman Christiaan Carel Scheffer，1844－1880）
- 1880-1910 : 梅尔希奥·特勒布（Melchior Treub，1851－1910）
- 1910-1918 : J·C·柯尼希贝格（J. C. Koningsberger）
- 1918-1932 : 威廉·马吕斯·范·莱文（Willem Marius Docters van Leeuwen，1880－1960）
- 1932-1939 : K·W·达默曼（K. W. Dammerman）
- 1939-1940 : 劳伦斯·巴斯·贝金（Lourens Baas Becking）
- 1940-1941 : T·H·霍纳特（T. H. Honert）
- 1941-1943 : D·F·范·斯洛滕（D. F. van Slooten）
- 1943-1945 : 中井猛之進（1882－1952）
- 1946-1948 : 劳伦斯·巴斯·贝金
- 1948-1949 : 德克·福克·范·斯洛滕（Dirk Fok van Slooten，1891－1953）
- 1949-1959 : Kusnoto Setyodiwirjo
- 1959-1969 : Soedjana Kassan
- 1969-1981 : Didin Sastrapradja
- 1981-1983 : Made Sri Prana
- 1983-1987 : Usep Sutisna
- 1987-1990 : Sampurno Kadarsan
- 1990-?    : Suhirman

## 扩展阅读
- Indonesian Botanic Gardens

6°35′51″S 106°47′54″E / 6.59750°S 106.79833°E